# La Balade de Lefty Brown
Pour plus de détails, voir Fiche technique et Distribution.
La Balade de Lefty Brown (The Ballad of Lefty Brown) est un western américain écrit et réalisé par Jared Moshé, sorti en 2017.

## Synopsis
Lorsque son vieil ami Edward Johnson, élu sénateur, est assassiné par un voleur de chevaux, le cowboy Lefty Brown cherche à assouvir sa vengeance. Pour retrouver et tuer les coupables, il voyage dans les plaines désolées du Montana en compagnie d'un jeune franc-tireur, Jeremiah, et d'un marshall alcoolique, Tom Harrah. Alors qu'ils recherchent les commanditaires du crime, Brown est accusé du meurtre de son vieux compagnon. Seul contre tous, Brown est déterminé à prouver son innocence et à exposer les véritables assassins, des politiciens corrompus.

## Fiche technique
- Titre : La Balade de Lefty Brown
- Titre original : The Ballad of Lefty Brown
- Réalisation et scénario : Jared Moshé
- Montage : Terel Gibson
- Musique : H. Scott Salinas
- Photographie : David McFarland
- Production : Edward Parks, Neda Armian, Dan Burks et Jared Moshé
- Sociétés de production : Om Films, Inc, Armian Pictures, Dissident Pictures, Higher Content et Rival Pictures
- Société de distribution : A24
- Pays d'origine :  États-Unis
- Langue originale : anglais
- Format : couleur
- Genre : western
- Durée : 111 minutes
- Dates de sortie : 
  -  États-Unis : 15 décembre 2017

## Distribution
- Bill Pullman : Lefty Brown
- Kathy Baker : Laura Johnson
- Jim Caviezel : le gouverneur James Bierce
- Joe Anderson : Frank Baines
- Tommy Flanagan : Tom Harrah
- Peter Fonda : Edward Johnson
- Michael Spears : Biscuit
- Diego Josef : Jeremiah Perkins
- Stephen Alan Seder : Noah DeBow
- Tyson Gerhardt : Irish William
- Lewis Pullman : Billy Kitchen
- Adam O'Byrne : Thaddeus Crobley
- Dillinger Steele : Doc